# Лісовий квиток
Лісови́й квито́к — єдиний дозвільний документ в Україні, який надає право підприємствам Держкомлігоспу, а також приватним компаніям, проводити промислову заготівлю дикорослих грибів, ягід та лікарської сировини в лісах України.
Для власних потреб громадяни проводять заготівлю вищезазначених продуктів безкоштовно. Заготівля ж березового соку, як для власних потреб, так і за умови промислової заготівлі — проводиться з обов'язковою випискою Лісового квитка. За порушення цієї вимоги заготівельників-порушників чекає адміністративна або навіть кримінальна відповідальність. Такси для обчислення розміру шкоди, що може бути заподіяна, становлять (залежно від діаметра пошкодженого дерева) від 173 до 760 грн.
Наразі промислова заготівля будь-яких лісових ресурсів в Україні, в тому числі й другорядних (березовий сік, дикорослі гриби, ягоди, горіхи, лікарські рослини…) проводиться лише за наявності — Лісового квитка, і тільки в межах відведених лісових ділянок. Форма і порядок видачі Лісового квитка визначені Порядком видачі спеціальних дозволів на використання лісових ресурсів, затвердженим Постановою Кабінету Міністрів України від 23.05.2007 № 761.
Згідно з цією постановою Лісовий квиток для заготівельника виписується лісогосподарським підприємством, на території якого проводиться заготівля другорядних лісових ресурсів, після сплати заготівельником нормативного збору до місцевого бюджету. Розмір нормативного збору за користування другорядними лісовими ресурсами визначається обласною радою і затверджується облдержадміністрацією. Наразі Держкомлісгосп України розробляє розміри єдиних нормативних зборів на заготівлю кожного виду лісових ресурсів.
Лісовий квиток, з ініціативи Держкомлісгоспу, був затверджений Торговою промисловою палатою України, як обов'язковий документ, що підтверджує походження продукції. Відтак при здійсненні експортних операцій видачу сертифікату походження Торгово-промислова палата проводить лише при наявності Лісового квитка.
Такий підхід сприяв посиленню контролю у сфері охорони, збереження, раціонального та невиснажливого використання лісових ресурсів і відповідно, в умовах фінансово-економічної кризи, дозволив поповнити місцеві бюджети.
Приміром у 2008 році в Житомирській області на заготівлю другорядних лісових ресурсів підприємствами лісової галузі було видано лише 24 лісових квитки, завдяки чому до місцевих бюджетів надійшло 24 тис. грн. У 2009 році було видано вже 780 квитків, а місцеві бюджети відповідно отримали 214 тисяч грн. В Рівненській області у 2008 році «Побічне лісокористування» додало місцевим бюджетам 569 тис. грн., а у 2009 рік — 730 тис. грн.
Станом на квітень 2010 з ініціативи Держкомлісгоспу підготовлено проєкт Закону «Про лісові ресурси» який поданий до Верховної Ради України (реєстраційний № 5498). Цей законопроєкт визначає особливий правовий режим реалізації та експорту другорядних лісових ресурсів і продукції їх переробки, а також порядок видачі сертифікату походження на ці види продукції.